# Trpanj
Trpanj je naselje in pristanišče na Hrvaškem, ki leži na severni obali polotoka Pelješac, v vznožju Ostrog Vrha (312 mnm) in Vitra (631 mnm), med katerima se vije cesta v notranjost polotoka; je središče občine Trpanj, ki spada v Dubrovniško-neretvansko županijo. Kraj je vsakodnevno preko Neretvanskega kanala povezan s trajektno linijo do pristanišča Ploče. Po podatkih popisa iz leta 1991, je v Trpnju živelo 871, 2011 707 prebivalcev, 2021 pa le 697. Področje Trpnja ima vse karakteristike sredozemskega podnebja. Klima je blaga: srednja januarska temperatura je 7,2 °C, julijska pa 26,2 °C.

## Zgodovina
V preteklosti je bil Trpanj zelo pomembno pristanišče na Pelješcu. Kraj se je razvil v bližini rimske villae rusticae, od katere so še vidni ostanki mozaika. Na hribu nad današnjim naseljem so ostanki srednjeveške trdnjave. V samem naselju stoji starejša cerkev Gospe od Karmena z renesančnim oltarjem in grbom družine Gundulić. Novejša župnijska cerkev stoji na temeljih starejše cerkve, od katere je ohranjeno samo bogato okrašeno kamnito okno iz 16. stoletja.
Trpanj je imel pomembno vlogo v zgodovini hrvaškega narodnega prebujenja v Dalmaciji. V tem kraju so bili prvi, ki so uradni italijanski jezik zamenjali s hrvaškim jezikom.
V Trpnju se je rodila hrvaška igralka Ena Begović.

## Demografija
| Pregled števila prebivalcev po letih | Pregled števila prebivalcev po letih | Pregled števila prebivalcev po letih | Pregled števila prebivalcev po letih | Pregled števila prebivalcev po letih | Pregled števila prebivalcev po letih | Pregled števila prebivalcev po letih | Pregled števila prebivalcev po letih | Pregled števila prebivalcev po letih | Pregled števila prebivalcev po letih | Pregled števila prebivalcev po letih | Pregled števila prebivalcev po letih | Pregled števila prebivalcev po letih | Pregled števila prebivalcev po letih | Pregled števila prebivalcev po letih |
| ------------------------------------ | ------------------------------------ | ------------------------------------ | ------------------------------------ | ------------------------------------ | ------------------------------------ | ------------------------------------ | ------------------------------------ | ------------------------------------ | ------------------------------------ | ------------------------------------ | ------------------------------------ | ------------------------------------ | ------------------------------------ | ------------------------------------ |
| 1857                                 | 1869                                 | 1880                                 | 1890                                 | 1900                                 | 1910                                 | 1921                                 | 1931                                 | 1948                                 | 1953                                 | 1961                                 | 1971                                 | 1981                                 | 1991                                 | 2001                                 |
| 696                                  | 723                                  | 769                                  | 748                                  | 717                                  | 649                                  | 645                                  | 649                                  | 582                                  | 612                                  | 652                                  | 623                                  | 676                                  | 660                                  | 707                                  |